# 59-та піхотна дивізія (Третій Рейх)
59-та піхотна дивізія (Третій Рейх) (нім. 59. Infanterie-Division) — піхотна дивізія Вермахту за часів Другої світової війни.

## Історія
59-та піхотна дивізія була сформована 26 червня 1944 в II-му військовому окрузі (нім. Wehrkreis II) під час 27-ї хвилі мобілізації Вермахту.

## Райони бойових дій
- Франція, Нідерланди (липень — грудень 1944);
- Західна Німеччина (грудень 1944 — квітень 1945).

## Командування

### Командири
- генерал-лейтенант Вальтер Поппе (нім. Walter Poppe) (26 червня 1944 — 28 лютого 1945);
- генерал-лейтенант Ганс-Курт Хокер (нім. Hanskurt Höcker) (28 лютого — квітень 1945).

## Нагороджені дивізії
Нагороджені дивізії
|  | Кавалери Золотого Німецького Хреста          | 3 |
|  | Кавалери Лицарського хреста Залізного хреста | 2 |

- Нагороджені Сертифікатом Пошани Головнокомандувача Сухопутних військ (1)